# Josip Gorup
Josip vitez Gorup pl. Slavinjski (tudi Jožef Gorup), slovenski gospodarstvenik, mecen in politik,* 6. april 1834, Slavina, Avstrijsko cesarstvo, † 25. april 1912, Reka, Avstro-Ogrska.

## Zgodnje življenje
Rodil se je 6. aprila 1834 v Slavini  pri Postojni očetu Matevžu in materi Mariji (rojena Kalister). Gimnazijo je naprej  obiskoval v Gorici, nato pa v Ljubljani, kjer je leta 1854 tudi maturiral. Do petega razreda kot otrok revnih staršev v gimnaziji ni plačeval šolnine. Po očetovi smrti ga je denarno podprl bogati stric Janez Kalister iz Trsta, z upanjem, da se bo po končanem šolanju pri njem zaposlil, kar se tudi zgodilo. Stric ga je zaposlil kot kontoarista v svojem podjetju v Trstu. Leta 1862 je postal glavni prokurist in je vodil gradnjo železniške proge Maribor—Celovec. Po stričevi smrti leta 1864 je prevzel vodenje podjetja Kalister & dediči. Gorup se je takrat znašel med odborniki slovenske Narodne čitalnice v Trstu.

## Poslovni uspeh
Leta 1871 je na Reki zgradil prvo štirinadstropno stavbo. Reka se je takrat naglo razvijala, saj je postala glavno pristanišče ogrske polovice cesarstva in je tekmovala z avstrijskim Trstom. Istočasno je na  Mlaki (reška četrt) zgradil družinsko hišo in konjušnico. Ko je bila končana, se je s številno družino za stalno naselil na Reki. Kljub temu ni nikoli pretrgal stikov s slovenskimi deželami in bližnjimi avstrijskimi in italijanskimi pokrajinami, kamor so segale njegove trgovske povezave.
Po razdružitvi podjetja je leta 1876 ustanovil lastno podjetje, ki se je ukvarjalo s finančnimi posli, zakupom davkov, hotelirstvom, izvajanjem večjih javnih del. Svoj kapital je naložil v številna podjetja s področja pomorstva, bančništva, zavarovalništva...
Na rivi, glavni promenadi ob morju, je zgradil velikanski Grand Hotel Europa, ki je še danes simbol Reke. Zelo je cenil vse vrste likovne umetnosti pa tudi arhitekturne dosežke, kar je upošteval tudi pri opremljanju poslopij, ki jih je zgradil in pri naročilih del različnim južnoslovanskim umetnikom. Leta 1897 je hotel Evropa prodal podjetniku Florijanu Rossbacherju.
Sčasoma je postal eden najbogatejših Slovencev in je po nekaterih ocenah bil najbogatejši Slovenec vseh časov. Zaradi uspehov na finančnem področju mu je sčasoma uspelo uvrstiti se v sam vrh poslovnega sveta tedanje Avstro-Ogrske. V domačih in mednarodnih finančnih krogih je užival velik ugled, zato ga so v svoja vodstva volila številna podjetja, zlasti tista z Reke. Tako je bil podpredsednik Ogrsko-hrvatske parobrodne družbe, ravnatelj Hrvatske štedionice i banke ter Banca Fiumana, upravni svetnik društva Società fiumana del Dock ter glavni delničar avstrijskega Lloyda in Ungaro Croate.
Pozneje je bil skupaj s sinovoma delničar znanih ladjarskih združenj in lastnik ladij. Z ladjarstvom so se ukvarjali na Malem Lošinju, na Reki in v Trstu. Kot član konzorcija društva Sigismunda Kopajtića Antunova je bil lastnik ladje na vijak Rečina z 2355 tonami nosilnosti in 20 člani posadke. Leta 1905 je Gorup, tedaj že znan kot eden največjih lastnikov ladij, začel v Izoli pripravljati teren za ladjedelnico, kjer bi  gradili manjše ladje za obalno plovbo.
Bil je najbogatejši prebivalec Reke. Meščani Reke so ga zaradi njegovega bogastva klicali tudi slovenski Rothschild (bogata bankirska družina nemškega porekla). Njegovo premoženje je bilo v premičninah in nepremičninah vredno 40 milijonov avstrijskih kron. Bil je lastnik hiš in zemljišč na Reki, v Trstu, Miljah, Ljubljani, Opatiji in drugod. V Ljubljani je imel v lasti premoženje v predmestju Gradišče, Rimski in sedanji Gorupovi ulici (Gorupovi hiši) in v Kapucinskem predmestju.
Gorup je bil med ustanovitelji predilnice v Ajdovščini in Kranjske stavbne družbe v Ljubljani. Domoljubno se je priključil slovenskim in slovanskim gospodarstvenikom v Avsto-Ogrski, ki so se hoteli gospodarsko postaviti na lastne noge, da bi tako ublažili velikonemške pritiske na Slovence. Bil je  eden od poverjenikov češke banke Slavije, ki je želela združiti vse slovansko zavarovalno bančništvo. Sodeloval je tudi pri neuspelem poskusu ustanovitve Ljubljanske občne banke, Ljubljanska kreditna banka pa je nastala pod njegovim posrednim vplivom.
Od leta 1889 do 1891 je bil poslanec v Deželnem zboru Kranjske, kjer je zastopal volilne okraje Postojna, Vrhnika in Lož. Bil je tudi član finančnega odseka, odseka za državno Hipotekarno banko in odseka za dolenjsko železnico. S položaja je odstopil, ker poslanci po njegovem  mnenju niso imeli pojma o dobrem gospodarjenju.

## Mecenstvo in  filantropija
Kot mecen in dobrotnik je podpiral veliko ljudi in institucij, posebej vnet pa je bil za izobraževanje mladine. Podpiral je dijake in študente pod okriljem kluba Radogoj, ki ga je ustanovil sam, še zlasti je bil naklonjen izobraževanju deklet.
Leta 1876 je začel pogosteje sodelovati s poznejšim ljubljanskim županom Ivanom Hribarjem, ki je prav tako sodeloval z banko Slavija. Z njim se je dobival v kavarni svojega hotela Evropa, kjer sta debatirala o politiki, kulturi in slovenskih nacionalnih vprašanjih. Kot velika domoljuba sta iskala način kako se upreti vse večjemu nemškemu pritisku na slovenstvo v tistem času. Rešitev sta videla predvsem v razvoju šolstva.
Ob enem takih pogovorov leta  1886 je Gorup Hribarju dejal, da je vse premalo sistematičnega dela pri vzgoji slovenske akademske mladine. Menil je, da se mu zdi ta vzgoja veliko bolj pomembna, kot delovanje Družbe Sv. Cirila in Metoda. Predlagal je, da bi bilo treba za visokošolce, ki so večinoma revni, v Ljubljani ustanoviti društvo kot središče za vso podporno akcijo za visokošolce. Tako bi bilo možno vzgojiti veliko značajnih akademikov. Za to je bil pripravljen prispevati 5000 goldinarjev.
Prvi štipendijski sklad za ljubljanske dijake in dijakinje pa je ustanovil leta 1888. Z glavnico 30.000 goldinarjev je ustanovil tudi sklad, ki je podpiral slovenske študente na trgovskih akademijah v Gradcu, Pragi in na pomorski akademiji v Trstu. V rojstni vasi je dal zgraditi novo osnovno šolo in ustanoviti sklade za živinorejce slavinske občine. Štipendiral je tudi hrvaške študente in dijake.
Prav tako je leta 1888 ob jubileju 40 let vladanja Franca Jožefa Hribarja poklical na Reko in mu povedal, da je pripravljen ob cesarjevem jubileju darovati 200.000 goldinarjev za narod.
Ker je takrat dežela Kranjska prodajala posestvo nekdanje deželne bolnišnice ob Dunajski cesti, je Hribar sklenil priporočiti Gorupu, naj kupi to posestvo in polovico podari ljubljanski mestni občini za stavbo višje dekliške šole. Hribar mu je še svetoval, naj daruje 50.000 goldinarjev za ustanove srednješolskih dijakov. Gorup je predloge v celoti odobril. Kasneje so to četrt razprodali in kapital namenili za gradnjo liceja.
Tako je v Ljubljani smiselno podprl  gradnjo dekliškega liceja, kupil je zemljišče in ga podaril mestu, nato pa še finančno podprl gradnjo na novi lokaciji blizu Deželnega muzeja in parka Tivoli. Licej so zgradili 1906 - 1907 po načrtih slovenskega arhitekta Maksa Fabianija. Šolo so dogradili v naslednjih letih. Zgradba, znana pod imenom sosednjega internata Mladika (arhitekt C. M. Koch), je danes sedež slovenskega zunanjega ministrstva.
Skupaj je Ljubljani poklonil 300.000 kron, zato je bil leta 1888 razglašen za častnega meščana. Po ljubljanskem potresu leta 1895 je ob Rimski cesti zgradil za uradnike štiri velike stanovanjske stavbe.
Zaradi svoje dobrodelnosti in mecenstva, je bil za častnega občana proglašen kar v 53 mestih in občinah, 22 književnih, dobrodelnih in drugih društev pa ga je razglasilo za častnega člana. Tudi Avstro-Ogrska mu je podarila priznanje, saj ga je cesar leta 1898 odlikoval z viteškim križcem reda Franca Jožefa in ga leta 1903 povzdignil v dedni viteški stan, dobil je pravico do uporabe de Slavinski oz. plemeniti Slavinski.
Podpiral je tudi pesnika Simona Gregorčiča. Za prvi zvezek njegovih Poezij mu je izplačal honorar v višini 6000 kron, drugi in tretji zvezek pa je založil in plačal 3000 kron honorarja. S tem denarjem se je Gregorčič znebil dolgov in kupil posestvo na Gradišču na robu Vipavske doline. V znak hvaležnosti je Gorupu pesnik posvetil dve svoji pesmi.
Umrl je 25. aprila 1912 na Reki. Njegovega pogreba se je udeležila množica ljudi in veljakov iz vse Avstro-Ogrske. Njegova družinska grobnica na reškem pokopališču Kozala je danes zaščitena kot kulturna dediščina in je turistična znamenitost mesta.
Gorup jo je dal zgraditi potem, ko je dve leti po zadnjem porodu umrla njegova prva žena Ana in mu zapustila osem mladoletnih otrok. Užaloščeni soprog je načrt veličastne grobnice zaupal v Benetkah in Firencah šolanemu hrvaškemu kiparju Ivanu Rendiću.
Grobnica je visoka kar osem metrov, krasi pa jo kapela s kupolo v neoromanskem in bizantinskem slogu. V kapeli nad oltarno mizo je figuralni relief s pretresljivo upodobitvijo ločitve očeta in osmih otrok od matere, ki jo dva angela dvigujeta v nebo.

## Zasebno življenje
Leta 1866 se je prvič poročil z avstrijsko plemkinjo Anno Perghöfer iz Celovca, rodila mu je osem otrok. Leta 1883 se je Gorup drugič poročil, ker mu je umrla prva žena. Poročil se je z mlado Ljubljančanko Klavdijo Keesbacher, ta mu je rodila šest otrok. Skupaj se mu je rodilo kar 14 otrok, od katerih samo eden ni dočakal polnoletnosti. Med njegovimi vnukinjami je bila Ksenija Gorup-Hribar, žena Rada Hribarja.
Kljub velikemu bogastvu je živel skromno. Šele deset let po zgraditvi njegove reške vile, ko se je leta 1887 rodil njegov 12. otrok, so zgradili pralnico in konjušnice. V pritličju hiše so leta 1886 preuredili znano Bukovnikovo kavarno.